# Каменский сельсовет (Липецкая область)
Каменский сельсовет — сельское поселение в Задонском районе Липецкой области Российской Федерации.
Административный центр — село Каменка.

## История
Статус и границы сельского поселения установлены Законом Липецкой области от 23 сентября 2004 года № 126-ОЗ «Об установлении границ муниципальных образований Липецкой области»

## Население
| 2010  | 2012  | 2013  | 2014  | 2015  | 2016  | 2017  |
| ----- | ----- | ----- | ----- | ----- | ----- | ----- |
| 1655  | ↘1642 | ↗1649 | ↘1620 | ↗1622 | ↗1635 | ↗1646 |
| 2018  | 2021  |       |       |       |       |       |
| ↘1616 | ↗1632 |       |       |       |       |       |

## Состав сельского поселения
| №  | Населённый пункт | Тип населённого пункта       | Население |
| -- | ---------------- | ---------------------------- | --------- |
| 1  | Алексеевка       | деревня                      | 262       |
| 2  | Большое Панарино | деревня                      | 160       |
| 3  | Борки            | деревня                      | 47        |
| 4  | Затишье          | деревня                      | 96        |
| 5  | Каменка          | село, административный центр | ↗238      |
| 6  | Крюково          | деревня                      | 297       |
| 7  | Локтево          | деревня                      | 145       |
| 8  | Паниковец        | село                         | ↗362      |
| 9  | Туляны           | деревня                      | 0         |
| 10 | Успеновка        | деревня                      | 77        |